# 羅伯特·C·奧布萊恩 (作家)
羅伯特·萊斯利·卡羅爾·康利（英語：Robert Leslie Carroll Conly，1918年1月11日—1973年3月5日），美國作家、記者，以其筆名羅伯特·C·奧布萊恩（Robert C. O'Brien）聞名。

## 寫作生涯
1951年，他開始擔任《國家地理》雜誌的編輯和作家。1960年代，他不幸患上了青光眼，但反而開起撰寫兒童故事的契機。因眼疾之故他無法再開車去上班，1963年，他和家人從維吉尼亞州搬到了離他在華盛頓特區的辦公室更近的地方。由於此舉節省了通勤的時間，使他有更多時間進行創作。康利使用筆名「羅伯特·C·奧布萊恩」，這個名字取自他母親的婚前姓氏，之所以另取筆名是因為他與國家地理雜誌的合約「禁止他與任何其他公司合作出版」。
他的第一部作品為1968年兒童故事《銀王冠》，其次為1971年《實驗鼠的祕密基地》（又譯：尼姆的老鼠）；後者為其最著名的作品，1972年奧布萊恩以該作獲得了紐伯瑞獎
，之後於1982年被改編為動畫電影《鼠譚秘奇》。
由於他與雇主國家地理雜誌的特殊關係，他於創作時鮮少公開個人資訊，1972年紐伯瑞獎頒獎典禮亦由其編輯代為授獎。

## 逝世
1973年，他因心臟病去世，享年55歲，在逝世前他主要擔任國家地理雜誌的高級助理編輯。他的最後一部小說《末日寂境》（Z for Zachariah）生前尚未全部完成，他的妻子莎莉·M·康利（Sally M. Conly）和女兒簡·萊斯利·康利（Jane Leslie Conly）藉由他生前留下的筆記完成了這部作品，後於1974年出版。

## 外部連結
- Robert C. O'Brien在互联网电影资料库（IMDb）上的資料（英文）
- 網路推理小說資料庫上的羅伯特·C·奧布萊恩 (作家)
- Robert C. O'Brien在国会图书馆管理局的纪录，有12条目录纪录
- O'Brien's entry （页面存档备份，存于） at The Encyclopedia of Science Fiction